# Indice di Lerner
L'indice di Lerner, dal nome dell'economista Abba Lerner che lo formalizzò nel 1934, misura il potere di mercato di un'impresa. Esso è definito come
{\displaystyle L={\frac {P-MC}{P}}}
dove P è il prezzo di mercato praticato dall'impresa e MC è il costo marginale sostenuto da questa. 
Oppure come
{\displaystyle L={\frac {1}{\epsilon ^{D}}}={\frac {Q\delta (P)}{P\delta (Q)}}}
ovvero come l'inverso dell'elasticità della domanda al prezzo.
L'indice è compreso fra un valore minimo pari a zero, che indica un mercato perfettamente concorrenziale, ed uno massimo pari ad uno, che indica un mercato monopolistico: all'aumentare del suo valore l'indice evidenzia la presenza di un sempre maggiore potere di mercato. In concorrenza perfetta la teoria economica prevede infatti che le imprese fisseranno P=MC, non avendo potere di mercato.
Il principale problema di questa misurazione è l'impossibilità di avere le necessarie informazioni sui prezzi e, soprattutto, sui costi; così come sull'elasticità della domanda al prezzo. Solitamente, difatti, si usa una misura approssimata del potere di mercato data dalla quota di mercato, poiché di fatto questa è direttamente proporzionale al potere di mercato:
{\displaystyle {\frac {P-MC}{P}}={\frac {S}{S[\epsilon ^{D}+\epsilon ^{S}(1-S)]}}}
dove S è la quota di mercato dell'impresa analizzata, εD è l'elasticità della domanda al prezzo e εS, l'elasticità dell'offerta al prezzo. 